# Tre storie extra vaganti
Tre storie extra vaganti è una raccolta di saggi storici scritti da Carlo M. Cipolla, pubblicata nel 1994 dalla casa editrice il Mulino.
Il primo capitolo, Uomini duri, racconta le vicende storiche di una famiglia di banchieri fiorentini del Trecento, i Bardi. Il secondo, La truffa del secolo (XVII) racconta di una frode compiuta attraverso la falsificazione di monete d'argento francesi. Nel terzo, I Savary e l' Europa, vengono commentati due trattati francesi del Seicento e Settecento dedicati al commercio e alle manifatture.
I saggi legano strettamente gli aspetti storici e quelli economici.

## Saggi

### Uomini duri
La Famiglia dei Bardi, all'inizio del Trecento, era una potente compagnia mercantile e finanziaria, aveva tra i 100 e 120 dipendenti e faceva affari con le persone più ricche del tempo come principi, re e cardinali. La Compagnia dei Bardi diventò ancora più famosa per il fallimento del 1346, in particolare per il mancato rimborso del debito della corona inglese. Ancora oggi i Bardi sono considerati una delle glorie nazionali.
Durante l'Alto Medioevo (VII - X secolo) il commercio non era molto sviluppato e veniva condotto dai "mercatores", mercanti che girovagavano da un castello all'altro, svolgendo anche attività poco lecite. I "mercatores" erano visti come dei vagabondi senza patria, venivano chiamati "homines duri".
Con la Rivoluzione Commerciale del XI secolo cambiò il modo di fare commercio. Le merci arrivavano nelle maggiori piazze e venivano gestite da dipendenti che avevano conoscenze sulla contabilità mercantile. I mercanti, oltre ad esercitare il commercio, svolgevano anche attività manifatturiera e finanziaria.
In Italia nasce una nuova organizzazione commerciale formata da famiglie, detta "compagnia". All'inizio erano i membri della famiglia ad apportare il capitale; successivamente iniziarono ad accettare anche capitale da membri esterni. I Bardi formarono varie compagnie, limitate nel tempo e con responsabilità limitata in modo da ridurre le perdite di denaro in caso di insuccesso. La compagnia dei Bardi, con il tempo, crebbe fino ad avere all'incirca 25 filiali sparse nelle più importanti città.
Con la crisi scoppiata negli anni trenta, i Bardi nel 1346 furono costretti a dichiarare bancarotta. Il crollo delle banche travolse molte compagnie e coinvolse anche il settore secondario e terziario. Prima di questa crisi i Bardi avevano deciso di sciogliere la vecchia compagnia e fondarne una nuova: la "Societas Bardorum de Florentia quae appellatur societas Domini Rodulfi de Bardis et sociorum". Questa compagnia era composta da 11 soci, di cui 6 erano membri della famiglia. La nuova compagnia durò poco e cominciò ad avere problemi con l'inizio della crisi.
I Bardi, guidati da Piero di Gualterotto, iniziarono a progettare una congiura contro il governo che fu scoperta nel 1340 e portò all'esilio di 16 membri della famiglia. Nel 1332 Piero acquistò dagli Alberti il castello di Vernio, con un'estensione di circa 18 miglia e una popolazione di 3 o 4 mila abitanti. La posizione di Vernio era molto importante perché si trovava sulla strada che collegava Firenze e Bologna nei commerci. La popolazione di Vernio saccheggiava molto spesso i mercanti di passaggio. 
Questa pratica attirò Piero, che cercò di ottenere il monopolio del brigantaggio e renderlo lecito. Il governo, quando capì l'importanza che aveva Vernio, costrinse Piero a vendergliela per 4960 fiorini. Piero decise così di allearsi con i Pisani contro Firenze.
Anche Aghinolfo, fratello di Piero, si alleò con i pisani e firmò un trattato conto i fiorentini. I fiorentini risposero con una nuova condanna nei loro confronti che fu annullata dal Duca di Atene nel 1342. Oltre all'annullamento delle condanne, ai Bardi venne restituito anche il castello di Vernio. Così Piero e Aghinolfo decisero di rifugiarsi lì.
Durante gli anni trenta e quaranta la Zecca Fiorentina aveva emesso meno moneta argentea, provocando una carenza di moneta, soprattutto dei "quattrini", che erano molto usati nel commercio al dettaglio essendo la moneta più piccola. I fratelli Bardi decisero di approfittare di questo momento per mettersi a fabbricare moneta falsa. La produzione di moneta falsa avrebbe portato molti più rischi che guadagni. Le leggi del tempo, infatti, erano molto severe nei confronti dei falsari: chi veniva condannato per questo crimine veniva bruciato vivo sul rogo.
I fratelli Bardi decisero di iniziare la loro attività in località Castiglione, di proprietà degli eredi di messer Bastardo de Manzano. Le monete che scelsero di falsificare furono i carlini, gli anconetani, i lucchesini, i sextini e i quattrini. I processi per produrre la moneta richiedevano molti dipendenti. All'inizio contattarono Jacopo Stricchia da Siena e lui indicò Lucio da San Gimignano e Guccio da Siena. Sozzo, Aghinolfo, Rubecchio, Stricchia, Lucio e Guccio si incontrarono e capirono che non avevano le capacità per condurre l'impresa, così decisero di chiedere aiuto a Jacopo Dini da Siena e strinsero un accordo con lui.
Questa impresa finì del 1345, quando il podestà condannò al rogo Sozzo, Aghinolfo e Rubecchio, accusandoli di cospirare nel coniare moneta falsa. I Bardi riuscirono a scappare prima della cattura mentre Sozzo si liberò della condanna, pagando una somma in denaro. Gli unici ad essere condannati furono Stricchia e Jacopo Dini. Lucio e Guccio non compaiono fra i condannati: si pensa che i due, sentendosi minacciati dai loro compagni, andarono a denunciarli alle autorità.

### La truffa del secolo (XVII)
Tra il 1655 e il 1675, in Francia fu condotta una grande opera di falsificazione di monete che coinvolse i liguri titolari di zecche e i turchi. Al centro di questa vicenda si trovano i Luigini, monete francesi in argento. In quel periodo, quando sul trono di Francia si trovava Luigi XIV, la zecca francese emise una serie di monete composte da uno scudo d'argento e dalle sue suddivisioni, cioè il mezzo scudo, il quarto di scudo e il dodicesimo di scudo: quest'ultimo era chiamato "Luigino". Il peso di quest'ultima moneta era di 2,5 grammi e la lega era di 967 millesimi; il suo valore nominale era di 5 soldi e ne servivano 12 per acquistare uno scudo.
Il Luigino diventò una moneta molto importante soprattutto per la Turchia, dove erano popolari, come ornamenti femminili, orecchini, collane e bracciali fatti con i Luigini. Questa enorme richiesta fece aumentare il valore di scambio della moneta. Essendo diventati merce, i Luigini seguivano la legge della domanda e dell'offerta e anche il loro prezzo seguiva questo andamento. Il denaro ricavato dalla vendita dei Luigini portò ad uno squilibrio del sistema monetario. L'aumento di domanda dei Luigini portò anche alla produzione di questa moneta in maniera illegale, con l'utilizzo di leghe più basse.
Gli speculatori francesi che decisero di produrre queste monete, per evitare di essere condannati per falsa monetazione, si rivolsero ad alcuni nobili liguri che avevano ancora il diritto di battere moneta. Anche i genovesi iniziarono a produrre i Luigini. Le prime monete prodotte avevano un valore poco inferiore a quella francese, ma questa situazione, nel corso di poco tempo, cambiò e dalle zecche liguri uscirono monete con un contenuto molto basso d'argento.
Nel 1665 i francesi iniziarono a preoccuparsi delle situazioni illegali che si erano sviluppate dietro la produzione dei Luigini, e iniziarono a raccogliere informazioni. La frode di cui erano vittime i turchi emerse nel 1667.
Gli inglesi di Livorno, che non avevano partecipato al traffico illecito dei Luigini, erano preoccupati della qualità di moneta messa in circolazione, avendo rapporti commerciali con il Vicino Oriente. Gli inglesi trovarono molte monete che contenevano meno di un terzo dell'argento e iniziarono a protestare contro il governo turco, mentre i turchi accusarono il governo francese di battere moneta falsa.
Dopo queste accuse le autorità francesi iniziarono a porre fine a questa situazione e, nel 1666, il Re di Francia abolì la lavorazione dei Luigini. Il 18 luglio 1667 anche Genova prese seri provvedimenti, condannando anche chi avesse tenuto in casa luigini proibiti, anche se fermare questo illecito non fu impresa facile.
Le leggi genovesi sulla produzione di moneta falsa erano molto severe, ma la produzione dei luigini falsi avveniva in feudi non direttamente governati da loro e questi, immuni alle leggi della capitale, continuarono la produzione della moneta. Genova si ritrovò isolata perché Firenze, Venezia e Francia si coalizzarono contro di lei.
Nel 1670, questa attività iniziò a diminuire. La Turchia non era più in grado di sostenere il disordine monetario che si era creato e si ritrovò ad avere una quantità di moneta argentea falsa che nessuno più voleva.

### I Savary e l'Europa
L'opera di Jacques Savary Le parfait négociant: ou Istruction générale pour ce qui regarde le commerce de toute sorte de marchandises tant de France que des pays estrangers uscì in Francia nel 1675. Questo trattato economico voleva essere una guida per i giovani mercanti francesi. L'opera ebbe molto successo e furono pubblicate molte edizioni dal 1679 in poi. Questa opera ebbe successo anche all'estero e venne tradotta in olandese nel 1683, in inglese e in italiano. Il titolo tradotto in italiano significa "Il Perfetto Mercante: ovvero Istruzione generale per quanto riguarda il commercio mercantile in Francia e nei paesi stranieri".
Cipolla nota che era molto strano che un'opera di questo tipo fosse prodotta da un francese e che sarebbe stato più intuitivo immaginarsi che venisse scritta in Olanda, che nel Seicento era una delle più grandi potenze economiche e finanziarie, oppure l'Inghilterra che, dalla metà del secolo, si era distinta per il progresso e per la finanza internazionale e stava per superare l'Olanda. Anche dall'Italia, spiega Cipolla, era possibile aspettarsi un'opera del genere per la grande produzione nazionale di manuali di mercatura, ma la crisi economica del Seicento rappresentava un impedimento per la produzione di un manuale di commercio. L'Inghilterra produsse molti trattati commerciali e finanziari, ma sono opere che non hanno la completezza di informazione che ha Le parfait négociant di Savary.
La Francia non aveva una grande tradizione commerciale e nella società era diffusa la convinzione che commercio e nobiltà dovessero rimanere separate. Il mercante veniva visto sempre come un individuo socialmente inferiore: anche se dimostrava di essere capace di fare fortuna, rimaneva sempre nelle classi più basse della società. Solo il commercio marittimo poteva essere praticato da un nobile senza incorrere nella derogeance, cioè la perdita di tutte le cariche nobili che erano incompatibili con alcune attività di commercio. Un vero cambiamento ci fu con l'ordinanza di Luigi XIII del 1623. L'articolo 452 stabiliva che i mercanti all'ingrosso, marchands grossiers, che erano proprietari di magazzini ma che non vendevano al minuto e che erano stati scabini o consoli o guardie del corpo, potessero essere fatti nobili.
Un editto del 1669 ampliava la scalata sociale: dichiarava che qualsiasi uomo che possedesse un vascello oppure quote di mercanzie appartenenti a mercanti non dovesse rinunciare ai titoli nobili e che potesse ottenerli, stabilendo la condizione che non si sarebbe impegnato nella vendita al dettaglio. Il commercio al dettaglio rimaneva sempre un ostacolo per la scalata sociale. L'attività finanziaria veniva considerata in maniera differente e praticarla rappresentava un buon modo per ottenere un titolo nobiliare.
Questa distinzione tra i mercanti di rango elevato e tra quelli di basso rango, portò alla nascita di due distinti vocaboli. Il bottegaio che vendeva al minuto e non aveva possibilità di un avanzamento sociale venne chiamato marchand. Chi invece poteva mirare ad avere titoli nobiliari venne etichettato come négociant.
Savary scrisse questa opera per i négociant, di cui faceva parte. Nato a Doue (Anjou) il 22 settembre 1622, la sua famiglia era legata al traffico delle merci dal XV secolo. In un primo momento Savary lavorò come procuratore al Parlamento, poi divenne apprendista nella corporazione dei merciers, che era uno dei copri più importanti di Parigi, e dopo poco tempo vi fu ammesso a pieno titolo. Savary era molto tradizionalista e si sposò con la figlia di un collega. Con la sua intelligenza riuscì a costruirsi un consistente capitale. Una volta diventato ricco decise di cambiare strada e si impegnò per avere un charge, cioè un posto nell'alta burocrazia dello stato. Diventare un intendant o un inspecteur, nella ricostruzione di Cipolla, era la massima aspirazione per un francese.
Savary poteva contare sull'appoggio di Nicolas Fouquet che nel 1653 era soprintendente delle finanze del Regno. Grazie a lui egli ottenne in un primo tempo un posto nella produzione dei cuoi, poi ebbe la direzione della Campagnie des domaines du Roi e, nel 1661, fu nominato agente degli interessi del Duca di Mantova. Nello stesso anno Fouquet fu arrestato e condannato alla prigione a vita e Savary perse la posizione che aveva nella Compagnia delle proprietà reali.
Colbert nel 1661 prese il posto di Fouquet come intendant, e nel 1669 come controllore delle finanze reali. Nel 1670 Savary inviò a Colbert due memorie: la prima elencava gli abusi commessi nel commercio francese, la seconda conteneva un progetto per la sua regolamentazione. Queste idee piacquero a Colbert, che invitò Savary a partecipare ai lavori del Consiglio della riforma per preparare l'Ordonnance du Commerce. Nel 1673 il re firmò un'ordinanza che venne chiamata Code Savary. È qui che Savary ebbe l'idea per scrivere il trattato per educare e aiutare i négociants e per agevolare la formazione di una nuova classe mercantile in Francia.
Savary ebbe diciassette figli: il più famoso fu Jacques Savary des Brulons, nato del 1657, nominato, nel 1686, Ispettore generale delle dogane a Parigi dal marchese di Louvois. Il giovane non aveva alcuna conoscenza sui nomi delle dogane che costituivano la maggior parte del commercio internazionale, il che lo rendeva poco adatto a coprire questo ruolo, ma che gli fu ugualmente affidato per il prestigio del padre. All'inizio il giovane Savary si trovò del tutto spaesato, ma con il tempo e con lo studio riuscì a colmare le sue lacune. Il ragazzo acquistò un quaderno dove annotava i termini a lui sconosciuti insieme ad altre informazioni. Il libro si riempì di informazioni utili e Savary ebbe l'idea di pubblicarle.
Il libro doveva diventare un Dizionario Universale contenente le informazioni sulle manifatture, i commerci, le istituzioni bancarie e i sistemi monetari del mondo. Savary sapeva che la qualità dell'opera si fondava sulla completezza delle informazioni raccolte. Egli chiese aiuto ai suoi colleghi che operavano nelle province della Francia per avere informazioni su esse. Così Savary riuscì ad ottenere il materiale di cui aveva bisogno.
Per poter scrivere questa opera Savary chiese aiuto anche al fratello Philémon Savary, canonico della chiesa di Saint-Maur-des-Fossés. Grazie al fratello Savary poté inserire anche informazioni sui rapporti dei consoli francesi all'estero.
La pubblicazione del Dizionario universale era molto attesa e non solo dalla Francia. Nel 1713 Savary annunciò che la pubblicazione dell'opera sarebbe avvenuta l'anno successivo, ma dopo un'operazione avvenuta un anno dopo l'annuncio, il 22 aprile del 1716, Savary morì senza aver pubblicato il libro. Prima di morire donò al fratello Philémon Savary l'opera e la prima edizione usci nel 1749.
Nelle due opere di Savary I e di Savary II, oltre agli aspetti tecnici, viene raccontato anche l'importanza degli uomini nelle vicende economiche e storiche. Cipolla nel suo racconto ha voluto elencare alcune giudizi e vicende che si trovano nel manuale.
Cipolla scrive che Savary non aveva molta simpatia per gli inglesi e vedeva la politica protezionistica degli inglesi come un intralcio al commercio per la Francia. Gli inglesi invece la pensavano all'opposto. Degli olandesi scrive che sembrano nati per il commercio e che molte nazioni trattano volentieri con i mercanti olandesi. Savary scrive che sia gli olandesi sia gli inglesi erano molto più sviluppati dal punto di vista commerciale rispetto ai francesi, perché i francesi preferivano la proprietà terriera o l'attività burocratica rispetto al commercio. In Francia non si erano formate dinastie commerciali come si erano formate in Olanda e in Inghilterra. Un altro fattore fu che la costruzione della navi in Francia era più costosa che in Olanda, e le navi francesi avevano bisogno di più mano d'opera; una nave olandese aveva bisogno di 8 operai mentre una francese di 12. Anche il pagamento dei marinai era diverso: gli olandesi si accontentavano di avere merluzzo, birra e acqua mentre i francesi pretendevano carne, pane, vino.
Gli spagnoli vengono descritti da Savary come un popolo che non aveva volontà per il lavoro, perché veniva da loro considerato come un'attività penosa.
Dei russi Savary figlio aveva molta stima, diceva che erano molto abili nell'attività commerciale. La Polonia, nel Cinquecento, era lo stato più potente del centro Europa. Nel 1772 con il Trattato di Pietroburgo la Polonia venne divisa fra la Russia, l'Austria e la Prussia; queste tre potenze riuscirono a distruggerla. Savary nel suo trattato spiega come mai la Polonia fosse rimasta indietro rispetto agli stati che la circondavano, mettendo in luce il fatto che la Polonia fosse sempre molto legata all'agricoltura e non avesse sviluppato l'attività manifatturiera. I nobili disdegnavano il commercio e i poveri, non avendo abbastanza finanze, non potevano dedicarsi all'attività commerciale. Il commercio in Polonia era praticato principalmente dagli ebrei, ben visti dalla nobiltà e dai mercanti stranieri. Secondo Savary la scarsa dedizione all'attività commerciale dei polacchi era dovuta al consumo di alcolici: gran parte dell'argento ricavato dalla vendita dei prodotti veniva impiegato per l'acquisto di vino.
Le città tedesche erano molto diverse da quelle polacche, Monaco era molto bella e la popolazione viveva soprattutto sulle spese della corte. Le altre città tedesche vivevano di commercio e attività manifatturiera.
Cipolla spiega che spesso viene richiesto il suo parere sul grado di civiltà di un determinato paese. Lui risponde che il suo giudizio dipende dalla qualità delle scuole, degli ospedali e dallo sviluppo delle istituzioni e dalla qualità dei servizi che la città offre. Se la qualità dei servizi è buona il giudizio sul paese è positivo, altrimenti no. Secondo Cipolla uno dei paesi più sviluppati è la Svizzera, lo considera uno dei paesi più civili al mondo. Il giudizio era condiviso anche da Savary, che pure si serviva di criteri diversi.
Savary racconta di come la Svizzera fosse riuscita ad uscire dal periodo buio dopo il Medioevo, di come fosse povera e costretta a vendere mercenari. Le città dopo questo periodo iniziano a sviluppare il commercio e le industrie raggiungendo le città tedesche. Le campagne svizzere producevano formaggi, erbe per la medicina e esportavano cavalli che servivano all'artiglieria.
I Savary padre e figlio avevano molta stima per il popolo italiano, al contrario dei francesi: questo perché il Re Sole nutriva un odio nei confronti dei genovesi. I genovesi avevano prestato molto denaro alla Francia e avevano dominato per molto tempo le finanze europee. Secondo Savary padre, gli italiani erano un popolo onesto e gentile, abili nel maneggiare i loro capitali e abili nel commercio. Gli italiani erano bravi anche nello stipulare i contratti, usando molto spesso parole che avevano un doppio senso, per poterle utilizzare a proprio favore quando ne avevano bisogno.
L'opera di Savary con il passare degli anni è sempre molto apprezzata dagli storici. Negli USA nel 1988 è stata ricordata come una delle più grandi collezioni di informazioni biografiche in un solo volume mai presentata.

## Edizioni
- Carlo Maria Cipolla, Tre storie extra Vaganti, Il Mulino, 1994.
- Carlo Maria Cipolla, Tre storie extra Vaganti, Il Mulino, 2003.
- Carlo Maria Cipolla, Tre storie extra Vaganti, Il Mulino, 2001.

## Traduzioni
Il libro Tre storie extra vaganti è stato tradotto in molte lingue:
- (DE) Carlo Maria Cipolla, Geld-Abenteuer : extra vagante Geschichten aus, K. Wagenbach e Berlin, 1995.
- (TR) Carlo Maria Cipolla, Neşeli öyküler, Tarih Vakfı Yurt Yayınları e İstanbul, 2008.
- (ES) Carlo Maria Cipolla, Tres historias extravagantes, Alianza e Madrid, 1994.
- (ZH) Carlo Maria Cipolla, 金錢的冒險 : 歐洲經濟生活中三個誇張而令人不敢置信, 左岸文化 e Xindian Shi [Taiwan], 2006.
- (PT) Carlo Maria Cipolla, Três histórias extravagantes, Celta Ed e Oeiras, 1995.